# Condado de Hunt

Localización del Condado de Hunt en el estado de Texas.

El condado de Hunt es un condado localizado en el estado de Texas, Estados Unidos. En el 2000 la población fue de 76.596 habitantes. La cabecera se encuentra en la ciudad de Greenville. Este condado es parte del Dallas/Fort Worth Metroplex. El Condado de Hunt fue nombrado por Memucan Hunt, un secretario de la marina de la República de Texas.

## Demografía
Para el censo de 2000, había 76.596 personas, 28.742 cabezas de familia, y 20.521 familias residiendo en el condado. La densidad de población era de 91 habitantes por milla cuadrada.
La composición racial del condado era:
- 83,57% blancos
- 9,45% negros o negros americanos
- 0,73% nativos americanos
- 0,54% asiáticos
- 0,07% isleños
- 3,93% otras razas
- 1,70% de dos o más razas.
- 8,31% eran hispanos o latinos de cualquier raza.

Había 28.742 cabezas de familia, de las cuales el 32,90% tenían menores de 18 años viviendo con ellas, el 56,20% eran parejas casadas viviendo juntas, el 11,00% eran mujeres cabeza de familia monoparental (sin cónyuge), y 28,60% no eran familias.
El tamaño promedio de una familia era de 3,08 miembros.
En el condado el 26,50% de la población tenía menos de 18 años, el 10,00% tenía de 18 a 24 años, el 28,00% tenía de 25 a 44, el 22,80% de 45 a 64, y el 12,60% eran mayores de 65 años. La edad promedio era de 36 años. Por cada 100 mujeres había 98,10 hombres. Por cada 100 mujeres mayores de 18 años había 95,30 hombres.

## Economía
Los ingresos medios de una cabeza de familia del condado eran de USD$36.752 y el ingreso medio familiar era de $44.388. Los hombres tenían unos ingresos medios de $33.347 frente a $23.085 de las mujeres. El ingreso per cápita del condado era de $17.554. El 8,60% de las familias y el 12,80% de la población estaban debajo de la línea de pobreza. Del total de gente en esta situación, 15,80% tenían menos de 18 y el 11,70% tenían 65 años o más.